# Patrimoni Nacional

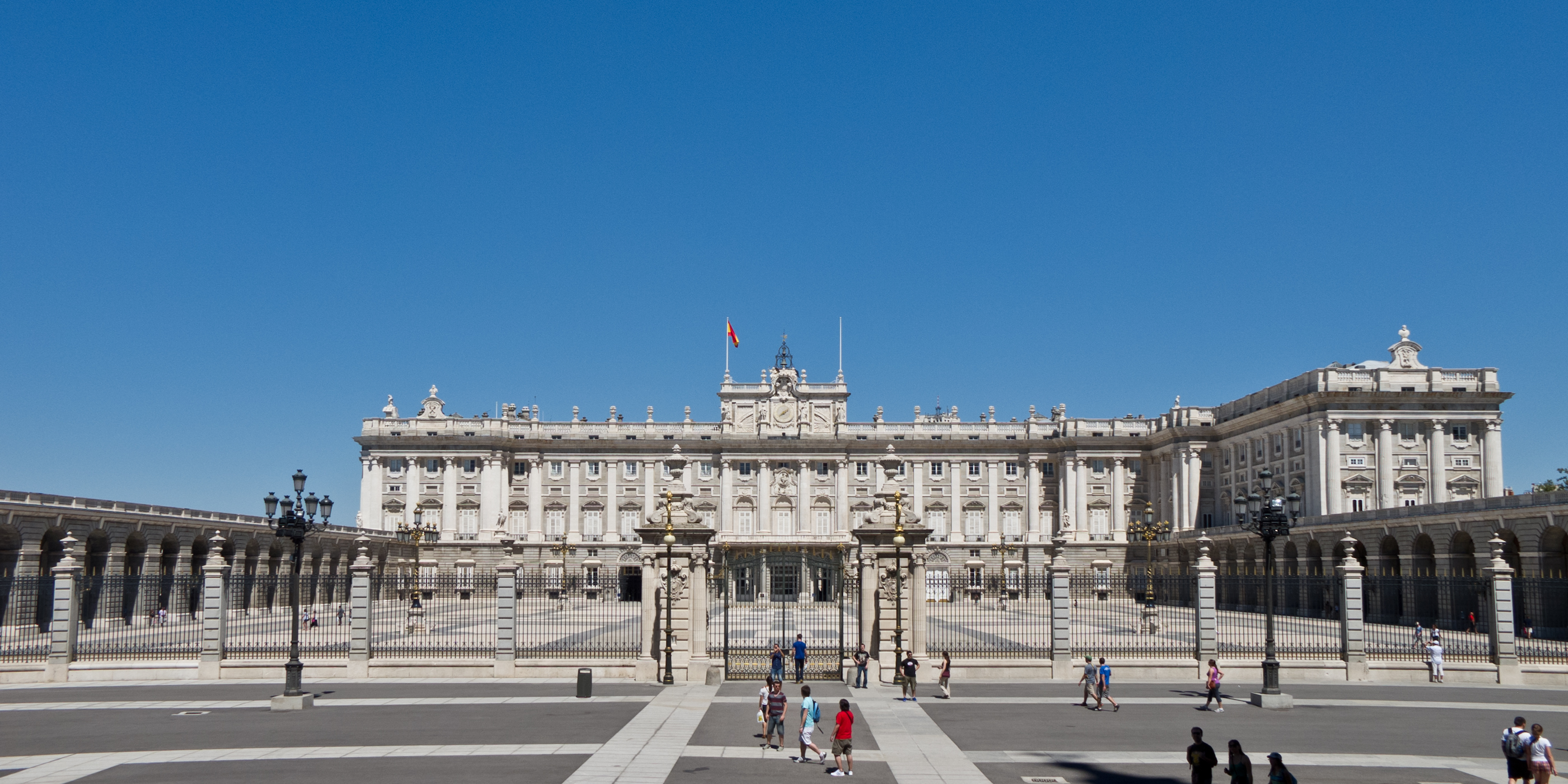
Palau Reial de Madrid

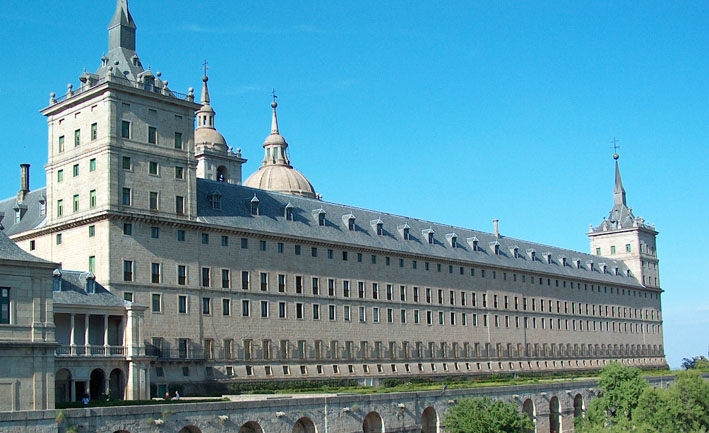
Monestir de l'Escorial

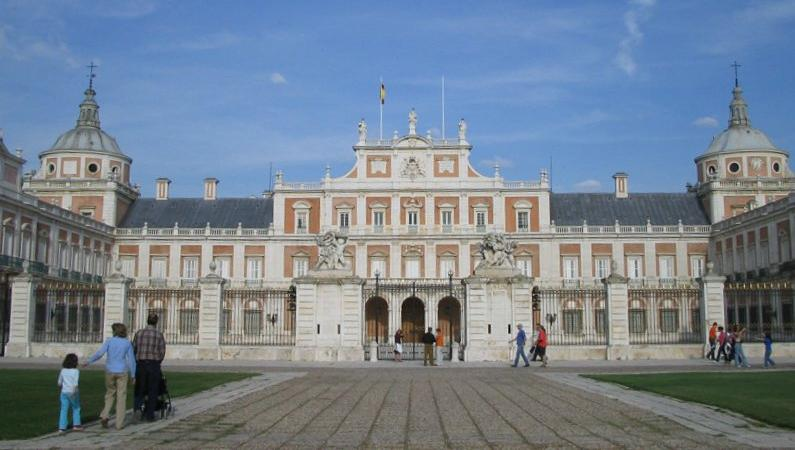
Palau Reial d'Aranjuez

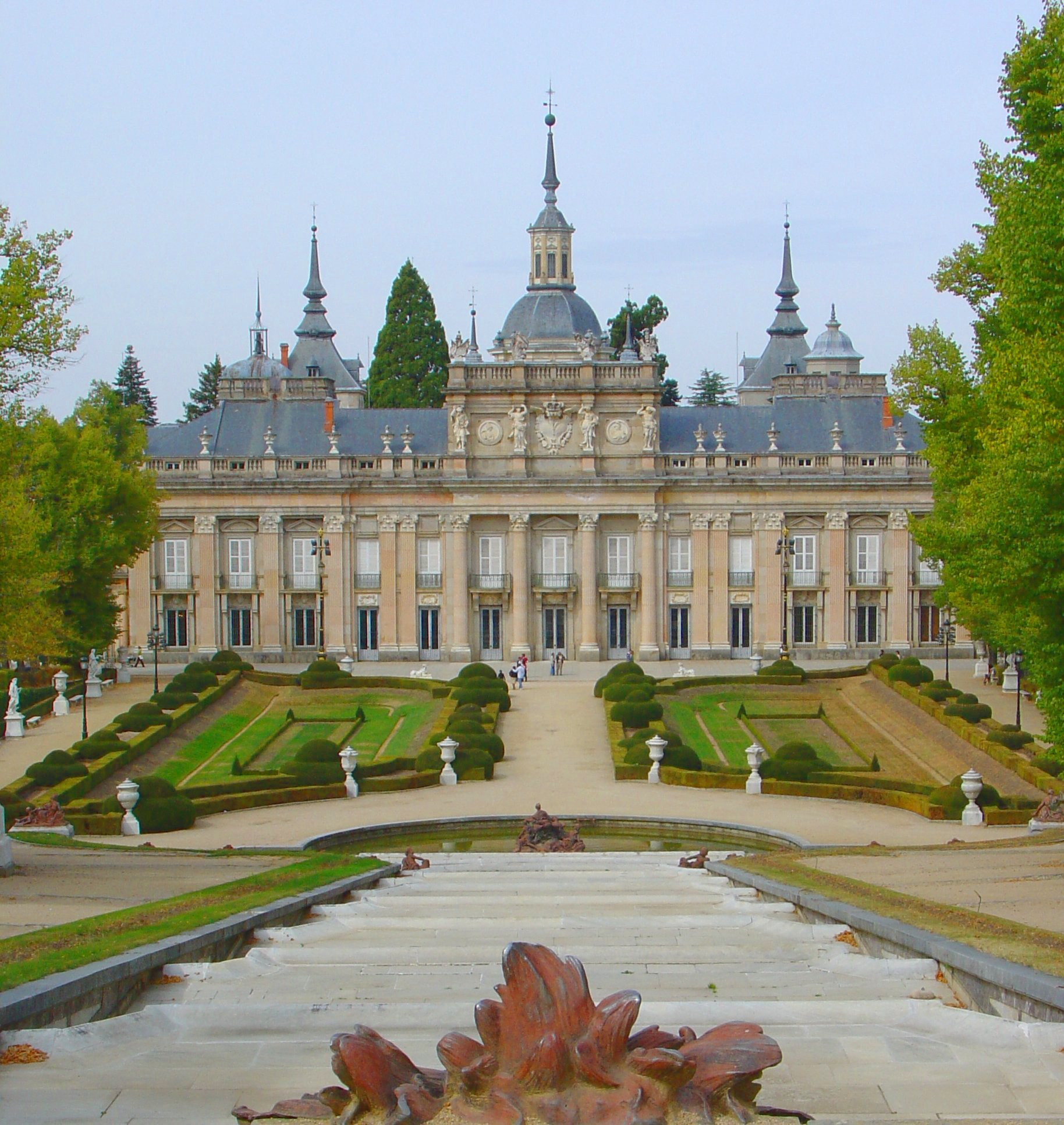
Palau Reial de La Granja de San Ildefonso

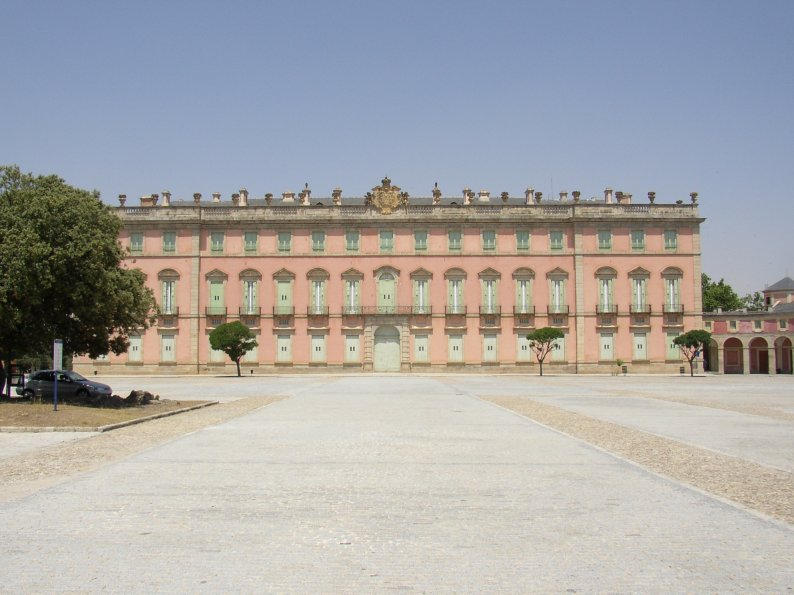
Palau Reial de Riofrío

Patrimoni Nacional (Patrimonio Nacional, en castellà) és un ens autònom, dependent del Ministeri de la Presidència del Govern Espanyol, dedicat al manteniment dels béns de titularitat estatal a disposició del Rei d'Espanya i de la Família Reial Espanyola, per al seu ús com a residència o per a celebrar-hi actes d'Estat i cerimònies oficials.
Els béns administrats per Patrimoni Nacional comprenen palaus, parcs, jardins, convents i monestirs: els anomenats Reales Sitios. Amb aquesta denominació es coneixen els llocs on s'ubiquen les residències de la Família Reial Espanyola —la majoria dels quals prop de Madrid, i que han estat utilitzats tradicionalment per al repòs, el lleure o com a residència d'hivern o d'estiu pels sobirans espanyols—, així com els espais on es trobaven les instal·lacions de servei per a l'antiga Cort.2019
Durant el regnat d'Alfons XIII, aquest organisme s'anomenava Patrimoni Reial.2019
Amb la Llei 233/1982 de 16 de juny s'integraren els drets sobre les fundacions i reials patronats.

## Reales Sitios

### Palaus Reials
- Palau Reial de Madrid.
- Palau de la Zarzuela (Madrid)
- Real Sitio de San Lorenzo de El Escorial (Comunitat de Madrid).
- Palau Reial d'Aranjuez i els seus jardins (Comunitat de Madrid).
- Palau Reial de El Pardo (Madrid).
- Palau Reial de La Granja de San Ildefonso (província de Segòvia).
- Palau Reial de Riofrío (província de Segòvia).
- Palau Reial de L'Almudaina (Palma, Illes Balears).
- Residència Reial de La Mareta (Lanzarote, Illes Canàries)

### Convents i monestirs
- Monestir de las Descalzas Reales (Madrid)
- Monestir de Yuste (Càceres)
- Reial Monestir de l'Encarnació (Madrid)
- Reial Monestir de Santa Isabel (Madrid)
- Reial Monestir de Santa Clara de Tordesillas (Valladolid)
- Monestir de Santa Maria de Las Huelgas (Burgos)
- Reial Convent de Sant Pasqual (Aranjuez)
- Col·legi de Donzelles Nobles (Toledo)
- Valle de los Caídos, Abadia Benedictina de la Santa Creu de la Vall de los Caídos (Comunitat de Madrid)

## Residències del President del Govern espanyol
- Palau de La Moncloa (Madrid)
- Palau de Las Marismillas (Doñana).
- Vedat Nacional de los Quintos de Mora (Toledo)